# Ringömotet

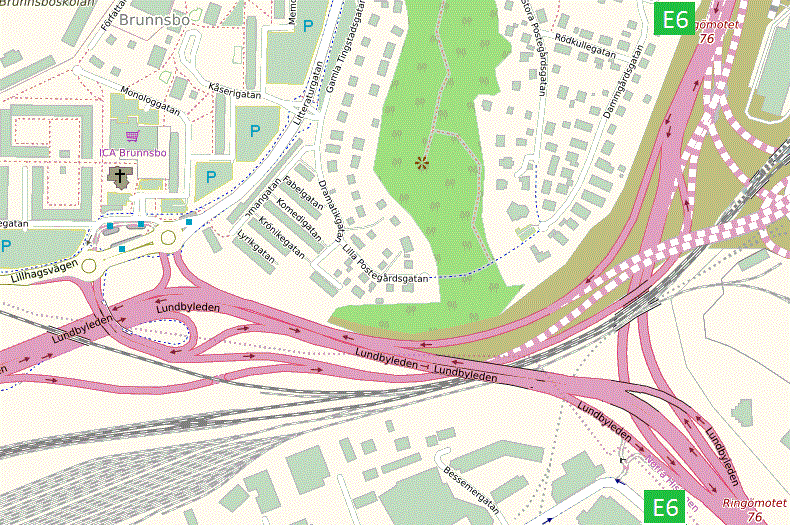
Karta över Ringömotet.

Ringömotet, avfartsnummer 76, är en motorvägskorsning mellan E6 och E6.21 (Lundbyleden, tidigare länsväg 155) i Göteborg precis norr om Tingstadstunneln.

## Utformning
Trafikplatsen innehåller vägar åt tre håll, E6 söderifrån, E6 norrifrån och E6.21 västerifrån. Trafikplatsen är inte utrustad som trumpetkorsning där trafiken i någon riktning får göra en 270-graders högersväng, utan i stället används så kallat malteserkors.
Ramperna för trafiken till och från E6 söderifrån från respektive mot E6.21 består av två ramper vardera som gör att trafiken som kommer upp ur Tingstadstunneln kan köra mot E6.21 både om man ligger längst till vänster och längst till höger, och vice versa i motsatt riktning. Eftersom trafik söder om Tingstadstunneln ansluter från olika håll och eftersom man inte får byta fil i Tingstadstunneln är det nödvändigt med dubbla ramper från och mot E6.21. Filbyten skulle kraftigt minska kapaciteten och förvärra köerna i tunneln. Tunneln används redan (avser cirka 2010) på 130 % av sin kapacitet vilket orsakar köbildning i rusningstrafik.
Ska man från E6.21 mot E6 norrgående, får man svänga av E6.21 redan före föregående mot, Brunnsbomotet, och sedan följa rampen som slutligen via en påfart hakar på E6. Rampen går först under filerna som går mellan E6.21 och E6 södergående och sedan över E6.
Kommer man norrifrån på E6 och ska svänga mot E6.21 får man svänga av E6 strax norr om Tingstadsmotet (som är trafikplatsen längs E6 norr om Ringömotet) och via ett trafikljus korsa södergående påfart från Tingstadsmotet ut på E6. Trafikljuskorsningen kom till 2005 för att undvika körfältsbyten då den södra påfarten ut på E6 från Tingstadsmotet tidigare övergick i avfarten mot E6.21. Då denna sträcka var relativt kort och extremt hårt trafikerad, valde man i stället den nuvarande lösningen med ett avbrott i motorvägen.

## Historik
Motorvägen mellan Göteborg och Kungälv var Sveriges tredje motorvägssträcka, byggd 1958. På den tiden fanns inte Tingstadstunneln, utan E6 korsade Göta älv på Götaälvbron. Motorvägssträckan gick från Göta Älvbrons norra landfäste (Hjalmar Brantingsplatsen) upp till Kungälv, dvs. den inkluderade nuvarande E6.21 mellan Hjalmar Brantingsplatsen och Ringömotet. När Tingstadstunneln byggdes fick Ringömotet byggas och delar av den gamla motorvägen på sträckan vid Ringömotet fick rivas. Att motorvägen tidigare gick genom Ringömotet enbart i riktning mellan E6.21 och E6 norr kan man ana då nuvarande E6 vid Ringömotet gör en relativt kraftig sväng, medan ramperna mellan E6.21 och E6 norr (som går ungefär i samma sträcka som den tidigare motorvägen) gör en ungefär lika kraftig sväng.

## Ombyggnad
En ombyggnad av Ringömotet skedde 2016-2018 i samband med byggandet av Marieholmstunneln som är belägen strax nordost om Tingstadstunneln.